# Lithobius kessleri
Lithobius kessleri är en mångfotingart som beskrevs av Sseliwanoff 1881. Lithobius kessleri ingår i släktet Lithobius och familjen stenkrypare. Inga underarter finns listade i Catalogue of Life.